# 雌競
「雌競」，是一個在中國大陸互聯網創造的網絡詞語，用以形容存在於女性之間，為父權的寵愛和青睞而進行的負面競爭。而出於其他目的之正常競爭，則不包括在內。

## 特徵
通常「雌競」有如下特徵：
1. 透過比拼、貶低其他女性，從而突顯自身在父權眼中的價值
例子：
- 指責某些女生的行為是「茶」、「白蓮」等，稱「真正的女性」會作出不同的行徑，不會通過某行為向男性「獻媚」，以此區分「好女性」／「壞女性」的形象。這種行徑在歐美語境下有相對應的網絡用語，「Pick Me Girl」，意指標榜自身「不像其他女性」，為追求男性認可，而貶低其他同性的女性群體。[1]
- 為爭奪男性的欣賞而勾心鬥角。

2.迎合男權的價值觀，以此苛求自身 
例子：
- 過度的容貌焦慮，視「無法吸引男性的目光」、「贏過其他女性」為一種失敗，而非為追求自身的美麗。
- 「好女性」不應該擁有慾望，無論是對權力、事業、性的慾望。

## 文化心理
「雌競」源於女性內化的厭女心態。女性接受了厭女的價值觀，並要求其他女性，為此互相競爭、貶抑，爭奪父權社會的欣賞。

## 流行文化

### 宮鬥劇
在中國大陸熱播的宮鬥劇，如《甄嬛傳》、《如懿傳》就描述在封建社會之下，後宮女性互相競爭，乃至殘害彼此的惡性循環。而宮鬥源於中國古代的後宮制度將女性劃分為皇后，以及多種品級的妃妾，以此劃分女性的權力關係以及成敗，讓女性「管理」、「訓練」女性，進行鬥爭。另一方面，又以三從四德的標準要求女性保持賢惠、溫良、不嫉妒等。

### 影視劇
在影視劇集中，女配角時常擔任心狠手辣的「惡毒女配」的角色。為了爭奪男主角的愛，這些女配角陷害、侮辱、殘害女主角。而女主角，則會在反復的摧殘中體現自身的善良和堅強，得到男主角的愛、承認和憐惜，心懷不軌的女配角會被嫌棄和懲罰。這種原型本質上體現了女性需要男性「拯救」的心理。這些惡毒女性收穫的悲慘下場能給觀眾製造「爽點」，無論是前期女主角受虐忍耐，抑或是後期女配角遭到報復，都能相應滿足虐女心理。